# William Lee (Sklave)

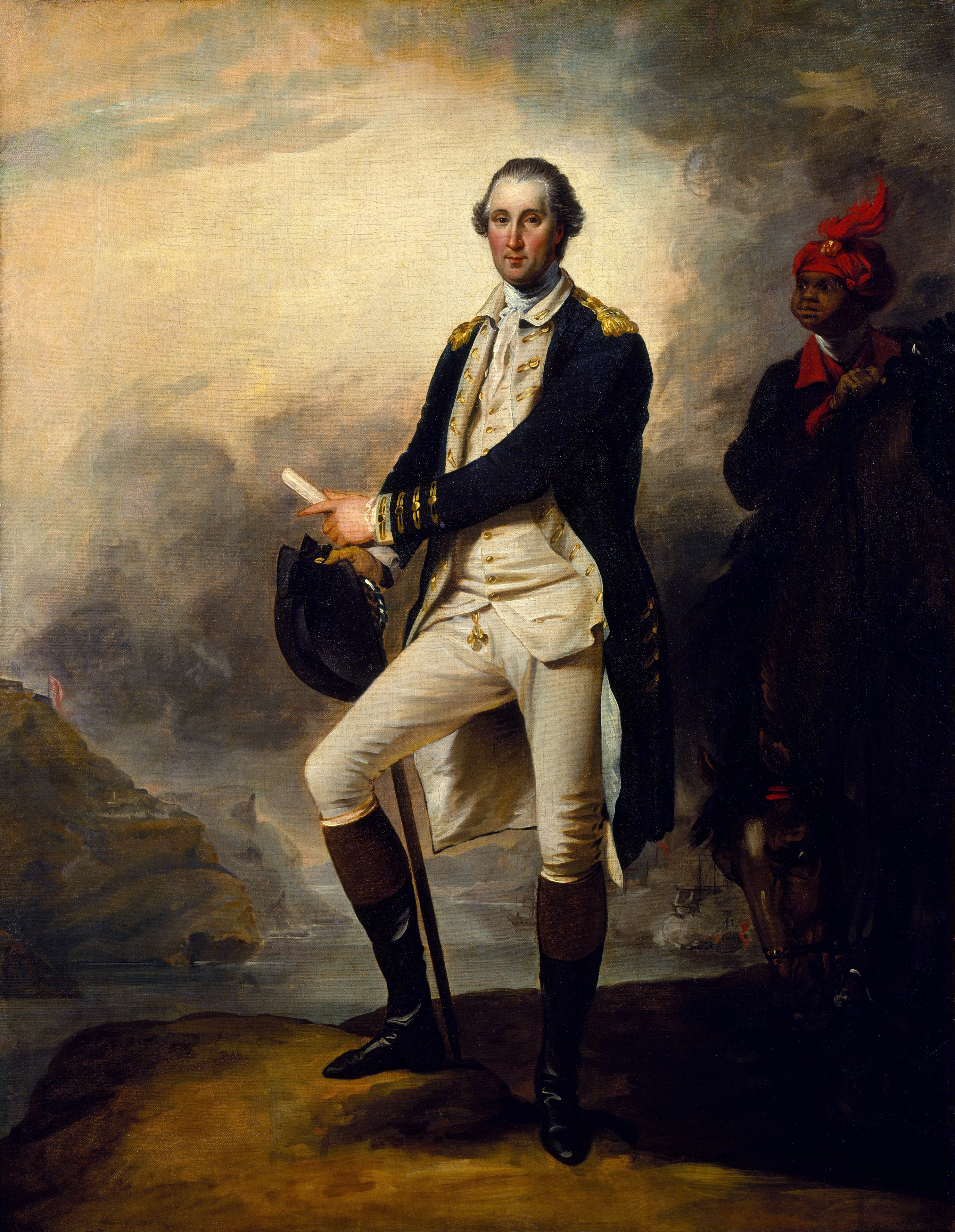
John Trumbulls Bild von George Washington zeigt auch William Lee, 1780.

William Lee (* um 1750; † 1828), auch bekannt als Billy Lee oder Will Lee (in Jugendbüchern gelegentlich auch als Mulatto Will bezeichnet), war ein US-amerikanischer Sklave, der Leibdiener von George Washington und der einzige von Washingtons Sklaven, der seine Freiheit durch dessen Willen direkt nach dessen Tod bekam. Er diente an Washingtons Seite im Amerikanischen Unabhängigkeitskrieg und ist manchmal auf Gemälden neben Washington zu sehen; dadurch war er der am meisten publizierte Afroamerikaner seiner Zeit.

## Frühe Jahre
Am 3. Mai 1768 erwarb George Washington Lee von dem späteren Colonel John Lee aus Westmoreland County in Virginia für 61 Pfund und 15 Schilling. William erhielt seinen Nachnamen „Lee“ von seinem früheren Besitzer. In der gleichen Zeit erwarb Washington Williams Bruder Frank und zwei weitere Sklaven. Er bezahlte viel Geld für die Brüder, da sie Hausdiener waren und nicht nur Feldarbeiter. Hellhäutigere Sklaven, wie William und Frank, wurden häufig als Hausdiener ausgesucht; diese hatten Verpflichtungen und erhielten Privilegien, die die meisten Sklaven nie erreichten. Frank Lee wurde Butler auf Washingtons Landsitz Mount Vernon, während William Lee in verschiedenen Rollen diente, unter anderem als Washingtons Leibdiener. Als dessen Diener verrichtete er Aufgaben wie das Bürsten und Zusammenbinden von Washingtons langem Haar.
Washington ging häufig auf die Fuchsjagd, und Lee wurde sein Jäger (die Person, die für die Hundemeute verantwortlich war), eine Aufgabe, die ein hohes Mass an Reitkunst erfordert. In seinen Memoiren beschrieb Washingtons Stiefenkel George Washington Parke Custis Lee während einer Jagd:
Will, the huntsman, better known in Revolutionary lore as Billy, rode a horse called Chinkling, a surprising leaper, and made very much like its rider, low, but sturdy, and of great bone and muscle. Will had but one order, which was to keep with the hounds; and, mounted on Chinkling … this fearless horseman would rush, at full speed, through brake or tangled wood, in a style at which modern huntsmen would stand aghast.
Vor dem Unabhängigkeitskrieg begleitete Lee Washington oft auf Reisen, wie etwa in das House of Burgesses (eine Art Unterhaus, welches zusammen mit dem Gouverneursrat die Generalversammlung abhielt) in Williamsburg in Virginia, bei der Erkundungsexpedition in das Ohio Valley 1770 oder 1774 zum ersten Kontinentalkongress in Philadelphia.
Lee diente an Washingtons Seite in den acht Jahren des Unabhängigkeitskrieges, einschließlich des Winters in Valley Forge und der Schlacht von Yorktown. Der Historiker Fritz Hirschfeld formulierte es so: Lee „ritt an der Seite Washingtons mitten in die Schlacht hinein, bereit, dem General ein Reservepferd zu übergeben oder sein Teleskop oder was immer er möglicherweise benötigte. ...“

## Nach dem Krieg
Lees Frau war Margaret Thomas Lee, eine freie Afroamerikanerin aus Philadelphia, die während des Krieges in Washingtons Hauptquartier gedient hatte. Obwohl Sklavenhochzeiten in der Verfassung von Virginia nicht anerkannt waren, ermöglichte Washington es 1784, dass Margaret nach Mount Vernon ziehen konnte, um dort gemeinsam mit William zu leben. Ob sie tatsächlich nach Mount Vernon mitkam, ist unbekannt. 1799 galt Lee als unverheiratet.
Im Jahre 1785 verletzte sich Lee während einer Inspektionsreise mit Washington das Knie. Drei Jahre später, auf dem Weg ins Postbüro in Alexandria, verletzte sich Lee das andere Knie; dies bereitete ihm ernsthafte Einschränkungen. Als Washington 1789 zum Präsidenten gewählt wurde, versuchte Lee, ihn auf der Reise nach New York zur Inauguration zu begleiten, aber er musste zur medizinischen Behandlung in Philadelphia bleiben. Er wurde von verschiedenen Ärzten behandelt; von ihnen erhielt er eine Stahlbandage für sein Knie, die ihm erlaubte, Washington nach New York zu folgen. Lees Behinderung hinderte ihn daran, seinen verschiedenen Pflichten nachzukommen. Er verbrachte seine letzten Jahre, mit dem Alkohol kämpfend, als Schuhmacher in Mount Vernon. Veteranen des Unabhängigkeitskrieges, die Mount Vernon besuchten, machten oft halt, um sich mit Lee an den Krieg zu erinnern.
Als Washington 1799 starb, erhielt Lee durch seinen letzten Willen die Freiheit; er führte dabei Lees treue Dienste während des Unabhängigkeitskrieges an. Lee war der einzige von Washingtons 124 Sklaven, der nach Washingtons Willen sofort seine Freiheit bekam. Die übrigen Sklaven aus seinem Besitz waren erst nach Martha Washingtons Tod frei. Die anderen 153 Sklaven in Mount Vernon waren aus dem Besitz von Marthas erstem Ehemann und konnten nicht durch Washington ihre Freiheit erhalten. Lee erhielt für den Rest seines Lebens eine für die damalige Zeit großzügige Pension von 30 Dollar im Jahr, Essen, Kleidung und die Option, in Mount Vernon zu bleiben. Lee blieb in Mount Vernon und wurde auch dort beigesetzt.
„Wenn Billy Lee ein weißer Mann gewesen wäre“, schrieb der Historiker Fritz Hirschfeld, „hätte er einen ehrenvollen Platz in der amerikanischen Geschichte erhalten, auf Grund seiner großen Nähe zu George Washington während der spannendsten Perioden seiner Karriere. Aber weil er ein schwarzer Diener, ein humpelnder Sklave war, wurde er praktisch ignoriert, sowohl von weißen wie schwarzen Historikern und Biographen.“